# 阿佩勒弗賴格山

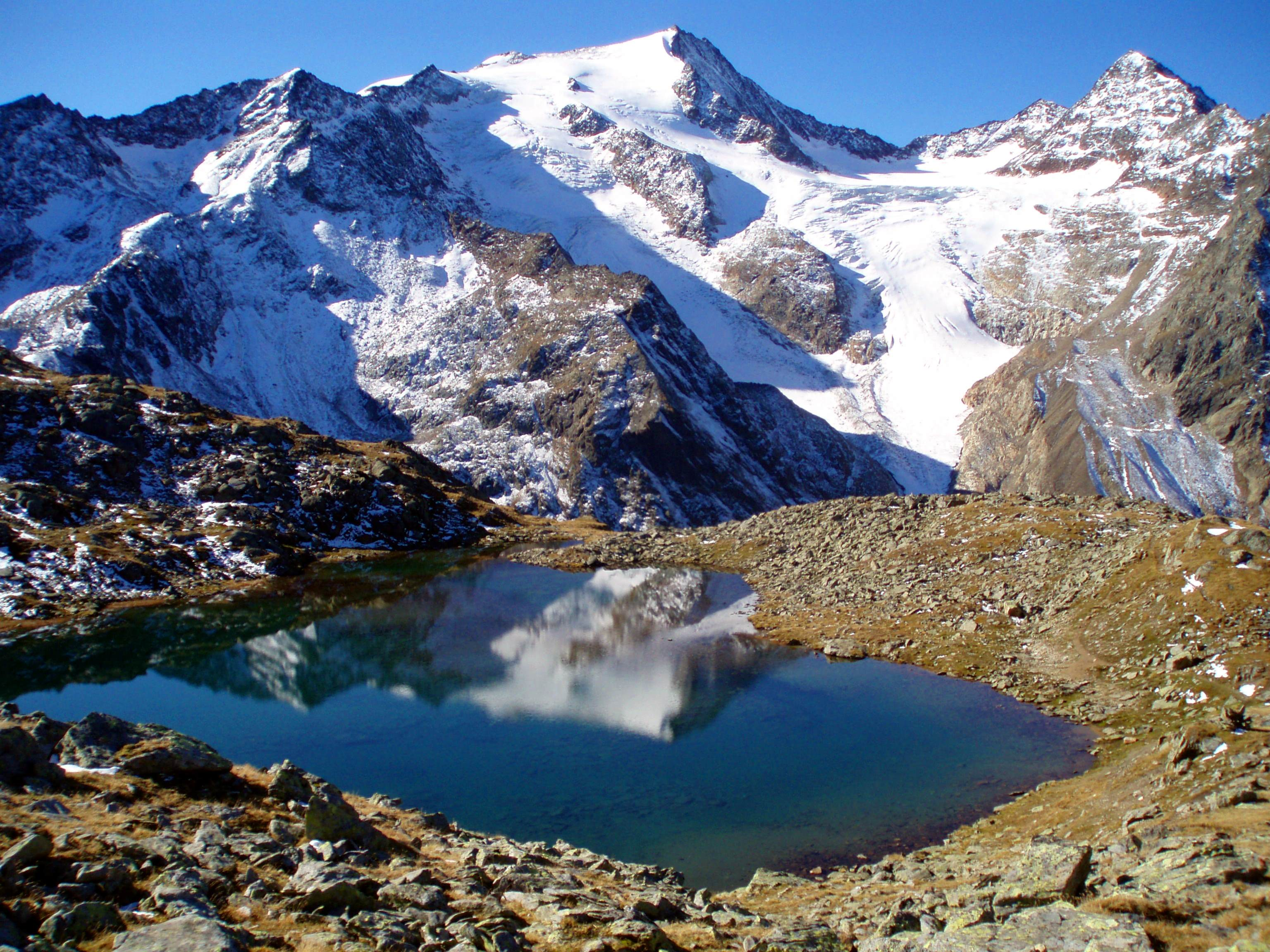

46°58′36″N 11°10′46″E / 46.97667°N 11.17944°E
阿佩勒弗賴格山（德語：Aperer Freiger），是奧地利的山峰，位於該國西部，由蒂羅爾州負責管轄，屬於斯圖拜阿爾卑斯山脈的一部分，距離維爾德弗賴格山0.9公里，海拔高度3,261米，每年平均降雨量1,426毫米。